# Gurley, Alabama
Gurley je mesto, ki se nahaja v okrožju Madison v ameriški zvezni državi Alabama.
Leta 2000 je mesto imelo 876 prebivalcev na 7,3 km².